# Кличко Володимир Родіонович
Володимир Родіонович Кличко (24 квітня 1947 — 13 липня 2011, Київ) — український військовий та дипломат, військовий аташе посольства України в Німеччині та НАТО, генерал-майор. Батько боксерів Віталія та Володимира Кличків.

## Біографія
Народився 24 квітня 1947 року в сім'ї співробітника міліції, у минулому начальника паспортного столу села Вільшана Київської області Української РСР Родіона Петровича Кличка (нар. 15 листопада 1910) і вчительки початкових класів і української мови Тамари Юхимівни Кличко, родом зі Сміли Київської області (нині Черкаської області), випускниці Корсунського педагогічного училища. Дід і бабуся — Петро Спиридонович та Анна Федорівна Клички; дід до жовтневого перевороту мав 3 гектари землі, будинок і ригу (тік).
Під час нацистської окупації Сміли Родіон Петрович переховував свою дружину в підпіллі, тоді як її родина загинула в гетто й помер їхній старший син Володимир. Після війни їх вислали до Казахської РСР, де народився їхній другий син Володимир і дві дочки — Раїса та Анна.
Володимир Кличко закінчив льотне училище, служив у Чехословацькій Соціалістичній Республіці, Киргизькій РСР, Казахській РСР, у званні полковника авіації брав участь у ліквідації наслідків аварії на Чорнобильській атомній електростанції.
Останні роки життя у званні генерал-майора авіації був військовим аташе при посольстві України в Німеччині та НАТО. 13 липня 2011 року помер від раку в Києві. Похований на кладовищі села Гнідин Бориспільського району Київської області.

## Нагороди та відзнаки
- Міжнародний орден Святого Станіслава III ступеня з врученням Командорського Хреста (2009)[8]

## Сім'я
Дружина — Надія Улянівна Кличко. Сини:
- Віталій Кличко
- Володимир Кличко.